# Seeds in the Heart
Seeds in the Heart: Japanese Literature from Earliest Times to the Late Sixteenth Century (« Littérature japonaise des premiers temps jusqu'à la fin du XVIe siècle ») de Donald Keene est le premier ouvrage de sa série en quatre volumes, « A History of Japanese Literature ». Il est suivi de :
- World Within Walls: Japanese Literature of the Pre-Modern Era, 1600-1867 ;
- Dawn to the West: Japanese Literature of the Modern Era; Fiction ;
- Dawn to the West: Japanese Literature in the Modern Era; Poetry, Drama, Criticism.

L'ouvrage couvre la littérature japonaise classique du Kojiki au Le Dit du Genji et les principaux poètes du genre waka tels Fujiwara no Teika ou Ki no Tsurayuki, en passant par l'époque de Kamakura jusqu'au début des pièces de nô et de renga, en 1175 pages de texte et de notes, sans compter la bibliographie, l'index et le glossaire.